# Christine Charlotte Riedl
Christine Charlotte Riedl (* 31. Mai 1801 in Oßweil bei Ludwigsburg; † 9. September 1873 in Lindau (Bodensee); Verlagspseudonym: Tante Betty) war eine bekannte süddeutsche Kochbuchautorin und gehörte zu den ersten Autorinnen von Kochbüchern für Kinder im 19. Jahrhundert.

## Leben
Christine Charlotte Riedl war die Tochter des Bauern Jakob Philipp Schmid und seiner Frau Sophie Menner. Zunächst war sie im Gasthof Zur Goldenen Traube in Augsburg in Diensten. Dort arbeitete sie wahrscheinlich als Köchin.
Am 27. Oktober 1831 heiratete sie in Lindau den 51-jährigen Witwer Georg Walter Schlatter, Gastwirt Zum Goldenen Lamm in Lindau und später Cafetier. Das Paar hatte insgesamt fünf Kinder, wovon nur zwei die Kindheit überlebten: Sophie und Franz Ludwig. Georg Walter Schlatter verstarb 1842.
Zwei Jahre später, im Oktober 1844, heiratete Christine Charlotte Riedl den aus Reutin stammenden Gutsbesitzer Clemens Wolfgang Riedl, mit dem sie die Gastwirtschaft zunächst weiter führte. In Lindau erschien dann von 1851 bis 1852 in sieben Lieferungen das Lindauer Kochbuch, mit dem sie sehr bekannt wurde.
Von 1853 bis circa 1865 soll Christine Charlotte Riedl mit ihrem Ehemann die Gaststätte des 1853 eröffneten Lindauer Bahnhofs geführt haben. Während dieser Zeit erschien 1854 Die kleine Köchin, ein Kochbuch für Kinder. Im selben Jahr war auch das Kochbüchlein für die Puppenküche von Julie Bimbach bei dem Nürnberger Verleger Christian Adolf Braun, dann bei Jean Braun, bekannt als Raw’sche Verlags-Buchhandlung, veröffentlicht worden. Es ist unklar, welches der beiden Bücher für sich beanspruchen kann, das erste Puppenkochbuch in Deutschland gewesen zu sein. Das Puppenkochbuch von Henriette Davidis kam erst zwei Jahre später heraus: 1856.

## Werke

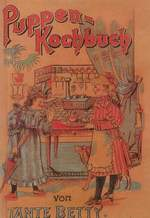
Reprint des Nürnberger Puppenkochbuchs von 1896, 9. Auflage

### Lindauer Kochbuch
Das Lindauer Kochbuch, 1851–52 bei Stettner in Lindau erschienen, enthielt 1600 Rezepte für die bürgerliche und feinere Küche. Die Autorin firmierte als „Christine Charlotte Riedel, Gastwirthin, früher Köchin in einigen der ersten Hotels und Bäder“. Das Kochbuch war in Süddeutschland weit verbreitet und erlebte bis 1925 fünfzehn Auflagen. Nach 1979 wurde es mehrfach nachgedruckt.

### Die kleine Köchin

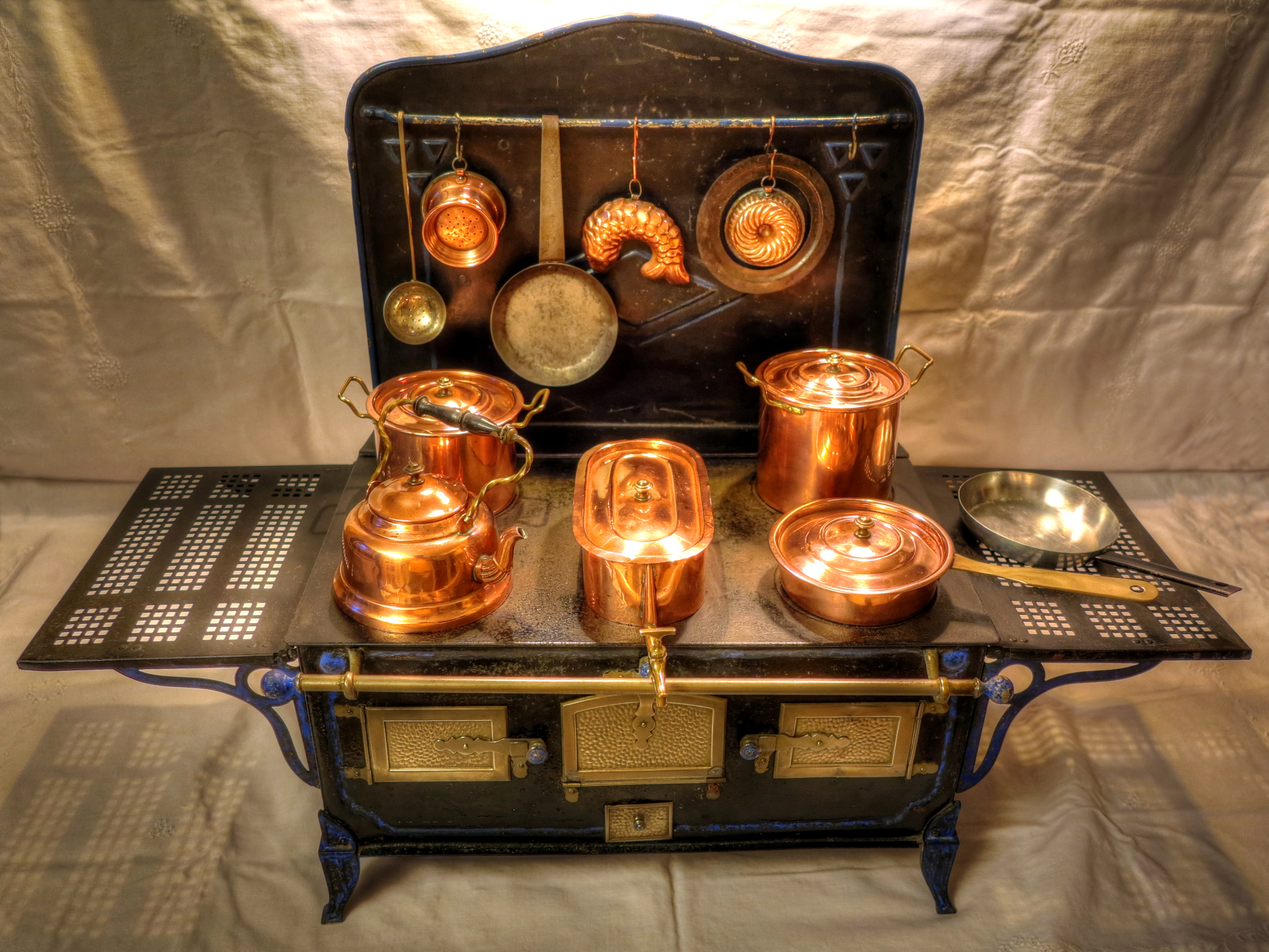
Puppenherd mit Spiritusbrennern, Rückwand und seitlichen Auslegern, verm. von F & R Fischer, Göppingen

Fast noch berühmter als das „große“ Kochbuch ist jedoch das Puppenkochbuch. Es erschien zuerst als Die kleine Köchin bei Stoffel & Wachter in Lindau, später mit dem Untertitel Kochbüchlein zu kleinen Kochöfen. Für die vierte Auflage, 1892, nun von Raw in Nürnberg herausgegeben, bei dem auch das Puppenkochbuch von Julie Bimbach erschien, wurde es umbenannt in Nürnberger Puppen-Kochbuch. Herausgegeben von Tante Betty. Unter diesem Namen wuchs der Erfolg des Buches ganz erheblich an: Es erschien bis 1914 in 16 Auflagen. Dass der Nürnberger Verleger Raw gleich zwei Puppenkochbücher, noch dazu die beiden ersten Bücher dieser Gattung überhaupt, verlegte, hängt vermutlich mit der in Nürnberg ansässigen Spielzeugindustrie zusammen. Dort wurden seit der Mitte des 19. Jahrhunderts auch Puppenherde, kleine funktionsfähige Kochherde für Kinder, produziert, für die die Puppenkochbücher eine willkommene Ergänzung darstellten.
Christine Charlotte Riedel über das Puppenkochbuch: „Da es seit einigen Jahren immer mehr üblich geworden ist, daß Eltern ihre Mädchen zu Weihnachten mit eingerichteten Küchen samt Kochherden bescheren, so mangelte doch bisher noch das Kochbüchlein dazu. ich habe nun hiemit gegenwärtiges Kochbüchlein verfaßt, in der Absicht und zu dem Zwecke, daß die Mädchen nach Anleitung desselben im Stande sind, von ihren Küchen und Kochherden Gebrauch zu machen“.
Zu den Rezepten im Puppenkochbuch gehörten Wirsich-Gemüslein, Geröstetes Leberlein, Fleischpölsterlein, Pfannenküchlein mit Äpfeln, Gogelhöpflein und Anis-Brezelein.

## Werke und ihre Ausgaben
- Lindauer Kochbuch. Johann Thomas Stettner, Lindau 1852.
- Die kleine Köchin. Stoffel & Wachter, Lindau 1854. (16 Auflagen bis 1914, ab der 4. Auflage bei Raw, Nürnberg, Nachdruck Lindau 1946)